# Reginald Rose
Reginald Rose (Manhattan, 10 december 1920 – Norwalk, 19 april 2002) was een Amerikaans scenarioschrijver.

## Biografie
Rose werd geboren in Manhattan op 10 december 1920 als zoon van Alice Obendorfer en William Rose, een advocaat. Tijdens de Tweede Wereldoorlog diende hij van 1942 tot 1946 in het Amerikaanse leger.
Hij schreef over controversiële sociale en politieke kwesties. Zijn realistische benadering was vooral invloedrijk in de anthologieseries van de jaren 50. Hij was vooral bekend om zijn rechtszaaldrama Twelve Angry Men, waarin de juryleden in een moordzaak centraal staan. Het werd bewerkt tot een gelijknamige film, geregisseerd door Sidney Lumet en uitgebracht in 1957.
Rose trouwde in 1943 met Barbara Langbart, met wie hij vier kinderen kreeg. Na hun scheiding trouwde hij in 1963 met Ellen McLaughlin, met wie hij twee kinderen kreeg. Hij overleed op 19 april 2002 in een ziekenhuis in Norwalk op 81-jarige leeftijd aan hartfalen.

## Toneelstukken
- The Porcelain Year (1950)
- Twelve Angry Men (1954)
- Sacco-Vanzetti Story (1960)
- Black Monday (1962)
- Dear Friends (1968)
- This Agony, This Triumph (1972)

- Biblioteca Nacional de España: XX1287932
- Bibliothèque nationale de France: cb14057391d (data)
- Catàleg d'autoritats de noms i títols de Catalunya: 981058511232806706
- CiNii: DA09380308
- Gemeinsame Normdatei: 129250295
- International Standard Name Identifier: 0000 0001 2133 012X
- KulturNav: f09a51ce-fa01-4537-bbf4-e328692e1908
- Library of Congress Control Number: no95060533
- MusicBrainz: beb58e88-6c45-4de6-bf00-4763398ca551
- Bibliotheek van het Japanse parlement: 00515871
- Nationale Bibliotheek van Tsjechië: mzk2006368232
- Nationale Bibliotheek van Israël: 987007267232005171
- Nederlandse Thesaurus van Auteursnamen: 070523487
- Istituto Centrale per il Catalogo Unico: RAVV001708
- Système universitaire de documentation: 035619392
- Virtual International Authority File: 51892750
- WorldCat: E39PBJw8Wdv4WgvdfcgGpPpByd